# Брінмавр
Брінма́вр (англ. Brynmawr) — місто на південному сході Уельсу, в області Бланау-Гвент.
Населення міста становить 14 722 особи (2001).